# Movimiento Alternativo Indígena y Social
El Movimiento Alternativo Indígena y Social o MAIS por sus siglas, es un partido político colombiano, naciente en el seno de la ONIC, para congregar el proceso histórico de la resistencia indígena. Es uno de los partidos que representa a los pueblos indígenas en el congreso por medio de la circunscripción especial para pueblos indígenas. Se cimienta en la conexión de los escenarios políticos de las bases sociales, no solo del pueblo indígena sino de otras fuerzas políticas.

## Historia de la ONIC
La organización indígena fue reconstruida entre 1910 y 1946, al calor de luchas en el Cauca y demás zonas del país, en donde la presencia indígena predominaba como la Sierra Nevada de Santa Marta, Huila, Caldas y Tolima, dirigidas por el legendario líder indígena Quintín Lame. Posteriormente se constituyeron Consejos y Ligas de Indios que pretendían reivindicar los derechos de los indígenas, estableciendo alianzas con organizaciones campesinas y obreras. Sin embargo, la Época de la Violencia en Colombia y la represión entre 1946 y 1958 prácticamente diezmo gran parte de la población indígenas y que solo pudo volver a formarse dentro de organizaciones campesinas como la Federación Agraria Nacional, especialmente gracias al establecimiento del decreto gubernamental de la Asociación Nacional de Usuarios Campesinos.
La fundación de la ONIC fue el resultado del proceso de reorganización autónoma del Movimiento Indígena en Colombia, iniciado por el Consejo Regional Indígena del Cauca (CRIC), en la década de 1970. En aquel tiempo tuvo el apoyo de algunas regiones del país. Así conocimos a líderes de los pueblos Arhuaco, Kogui, Sikuani, Emberá, Cañamomo, Pijao, Pasto y Amazónicos, entre otros, quienes en unión de los Nasa, Coconuco y Guambiano, quienes retomaron los ideales indígenas. Estos buscaban darle una identidad más solidad a la ONIC, ya que muchos de los derechos violados e impunes por el Estado Colombiano, comenzaron a ser rechazados y revelados a nivel nacional e internacional a través de un periódico conocido como "Unidad Indígena". Finalmente se restablecieron las diferentes organizaciones indígenas en otros departamentos hasta que en octubre de 1980, en la comunidad Lomas de llarco del municipio de Coyaima, en el Departamento del Tolima, se realizó por primera vez el Primer Encuentro Indígena Nacional de Colombia. En asamblea general acordaron en Lomas de llarco la creación de la Coordinadora Nacional Indígena de Colombia a quien le encomendaron la organización y convocatoria del Primer Congreso Indígena Nacional; así como la constitución de la ONIC. En total la ONIC ha realizado siete congresos nacionales, el último, el cual se realizó en Ibagué en el 2007, en dicho congreso la ONIC se constituyó como "Autoridad Nacional de Gobierno Indígena".

## Participación política
El Movimiento Alternativo Indígena y Social - MAIS, se construyó a través de la Organización Nacional Indígena de Colombia, recogiendo todo el proceso de las luchas indígenas por la resistencia y como elemento político construido a través de los saberes ancestrales de los pueblos indígenas colombianos. En el año 2007, en el seno del séptimo congreso Nacional indígena de la ONIC, se proyectó la participación electoral del colectivo indígena y la construcción de opciones reales de poder político para los sectores democráticos y populares de Colombia. Desde allí, surgió un mandato para el nacimiento de este partido político con vocación para los procesos indígenas y sociales.
En septiembre de 2013, en el municipio caucano de Santander de Quilichao, este proyecto político fue construido bajo el nombre de MAIS (Movimiento Alternativo Indígena y Social), como reivindicación de los pueblos ancestrales de América. El 9 de marzo de 2014, en las Elecciones legislativas de Colombia de 2014 el partido alcanzó una curul en el Senado de la República de Colombia con Luis Evelis Andrade, con lo cual adquirió su personería jurídica. 
La II Convención de MAIS se realizó entre el 25 y 26 de septiembre de 2017, quedando elegido el Comité Ejecutivo Nacional de la siguiente forma: Presidenta Martha Peralta Epiayu, Secretario General Julio Rodríguez Angulo, Secretario Administrativo Nepomuceno Castillo Geisler y Secretario de Comunicaciones Sixto Alexander Quintero Ortega
El 11 de marzo de 2018, en las Elecciones legislativas de Colombia de 2018, MAIS alcanzó con Feliciano Valencia una curul de la circunscripción indígena en el Senado; también con Abel David Jaramillo Largo la curul de la circunscripción indígena de la Cámara de Representantes, corporación en la cual eligió además al dirigente campesino César Pachón como representante por Boyacá.
De igual forma por lista ordinaria se hizo parte de la Lista de la Decencia, obteniendo una curul al Senado de la República de Colombia a nombre de Gustavo Bolívar, y dos curules a la Cámara de Representantes de Colombia por Bogotá asumidas por María José Pizarro y David Racero.

### Alianza con Colombia Humana
El 13 de marzo de 2015, el Movimiento Alternativo Indígena y Social - MAIS, selló una alianza con el Movimiento Progresistas con miras a los comicios de octubre de 2015. El movimiento político del alcalde de Bogotá Gustavo Petro no contaba con una personería jurídica para presentar sus candidatos en las elecciones locales y regionales de 2015, algunos candidatos provenientes del progresismos fueron avalados, como el alcalde de Ibagué, Guillermo Alfonso Jaramillo. 
Para las elecciones presidenciales de 2018, MAIS avala en coalición con la Lista de los decentes a Gustavo Petro, primero en una consulta interpartidista que se realiza el 11 de marzo, en primera vuelta se logra la segunda posición con 4.86 millones de votos, pasando a segunda vuelta en la que quedó de nuevo en segunda posición con 8.05 millones de votos.

### Formación de la Lista de la decencia
La Lista de la Decencia formalmente conocida como Decentes, es una coalición política colombiana que agrupa a partidos de centro izquierda e izquierda fundada en 2017 tras la firma de los representantes de dichos partidos que integran al MAIS, la Unión Patriótica, la Alianza Social Independiente y la Colombia Humana, y La Opción es Clara (anteriormente llamado Movimiento Todos Somos Colombia y después Nuestro Partido es Colombia) para competir en las elecciones legislativas y presidenciales de 2018.
El acuerdo de la coalición Lista de la Decencia se efectuó en Bogotá. Los líderes de los partidos (Gustavo Petro, Aída Avella y Jesús Chávez) acordaron la creación de la Lista con el objetivo de formalizar una colectividad de izquierda buscando obtener mayores participaciones para el Senado y la Cámara de la República. Los resultados de la jornada electoral legislativa para el periodo 2018-2022 muestran que la coalición logró conseguir seis escaños en el Congreso de la República, repartidos en cuatro puestos al Senado y dos a la Cámara de Representantes.
Luego de varias declaraciones contrarias a las líneas de la Lista por parte del senador por la ASI Jonatan Tamayo, la coalición prepara acciones legales para revocar su elección "Por considerar que cumple con los requisitos legales para perder su investidura, como presentar un conflicto de intereses morales que van en contra de su colectividad".

## Fundadores
Son fundadores los primeros candidatos al Senado: Luis Evelis Andrade, Rosa Iguarán Epiayú y Jesús Javier Chávez Yondapiz; los primeros candidatos a la Cámara Representantes: José Sebastián Jansasoy, Víctor Jacanamijoy Jajoy y Rodolfo Adán Vega Luquez; el Consejero Mayor Luis Fernando Arias Arias y el Consejero Secretario Juvenal Arrieta González.

## Resultados electorales
|  | 14.83 % |

|  | 17.73 % |

|  | 14.52 % |

|  | 25.76 % |

|  | 25.09 % |

|  | 39.20 % |